# Alesa telephae
Alesa telephae är en fjärilsart som beskrevs av Jean Baptiste Boisduval 1836. Alesa telephae ingår i släktet Alesa och familjen Riodinidae. Inga underarter finns listade i Catalogue of Life.